# Psychiatrie
 (mai 2015).
La psychiatrie est une spécialité médicale traitant de la maladie mentale. Le mot «psychiatre» a été forgé à partir des noms grecs ψυχή / psykhḗ, «souffle de vie, âme», et ἰατρός / iatrós, «médecin» (littéralement «médecin de l'âme»). 
Le terme «psychiatrie» a été introduit pour la première fois en Allemagne par Johann Christian Reil en 1808, qui, d'emblée, a situé cette spécialité sous le signe de traitements qui comprenaient le traitement psychologique et chimique. En France, cette spécialité médicale s'est séparée de la neurologie à la fin du xxe siècle (1968) avec l'école de Charcot à la Pitié-Salpêtrière.
Pratiquée ordinairement par un médecin psychiatre, la discipline regroupe des spécialités telles que la pédopsychiatrie, qui concerne les enfants, la psychogériatrie destinée aux personnes âgées.
Le champ de la psychiatrie s'étend du diagnostic, au traitement, en passant par la prévention des troubles mentaux, incluant les divers troubles cognitifs, comportementaux et affectifs.
La psychiatrie repose essentiellement sur le postulat qu'un trouble observé chez un individu trouve son origine dans la personne de ce dernier, et plus précisément dans son cerveau.

## Histoire

### Origines

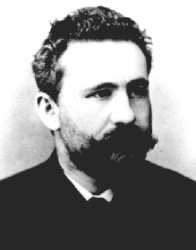
Emil Kraepelin a étudié et proposé des idées de classification des maladies mentales.

L'histoire de la psychiatrie est relativement récente. Le mot « psychiatrie » est inventé en 1808 par Johann Christian Reil (1759-1813), qui fut le premier à affirmer que les méthodes de traitement psychique relevaient des méthodes médicales et chirurgicales les mieux étudiées. Il est enregistré en 1842, mais reste cependant peu usité jusqu'au XXe siècle.

### Place des femmes en psychiatrie
Madeleine Pelletier (1874-1939) est la première femme à devenir psychiatre en France en 1906.

### De l'aliénisme à la psychiatrie

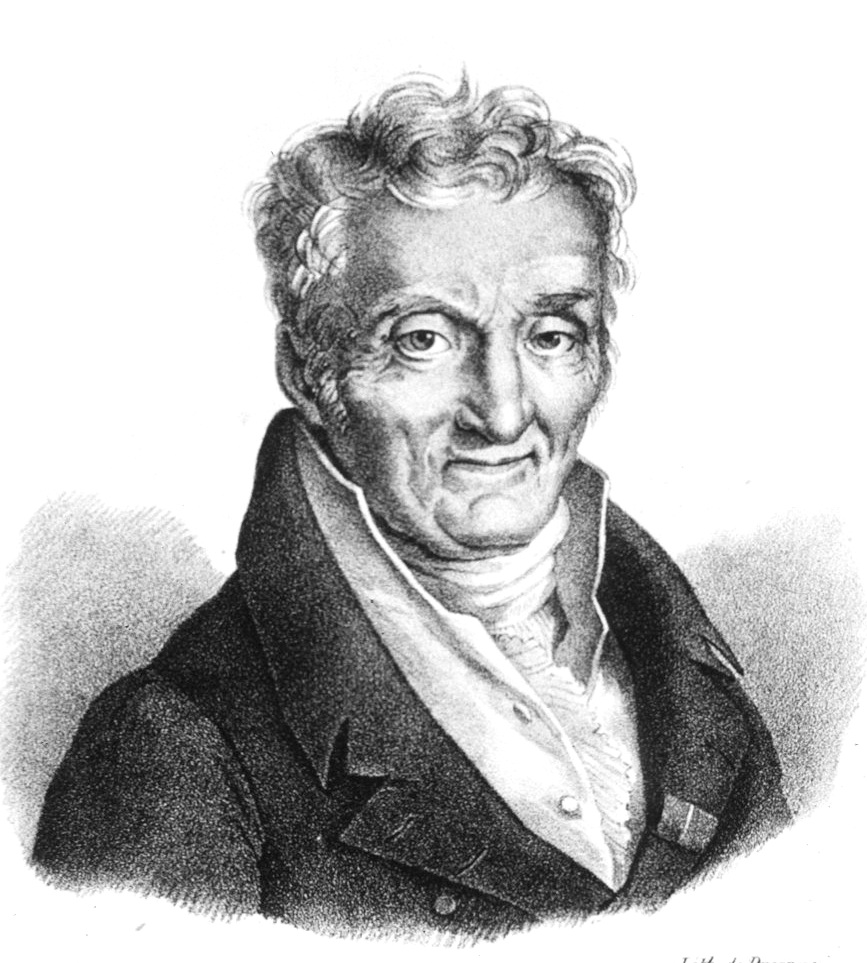
Certains considèrent Philippe Pinel comme le précurseur de la psychiatrie moderne.

En France c'est après la Révolution française que la psychiatrie s'est érigée en discipline médicale, et a modifié le statut social des aliénés (au sens de personnes atteintes de pathologie mentale). Dans l'esprit de rupture de la Révolution, un changement de conception s'amorce qui sera concrétisé sous Napoléon Ier avec l'article 64 du Code pénal sur l'irresponsabilité psychiatrique, puis en 1838, sous Louis-Philippe. Ce n'est plus le Prince, à travers les lettres de cachet, qui décide de l'internement, mais le préfet (qui garantit l'ordre public), ainsi que le médecin (dans l'intérêt du malade). La folie ne pouvant être un crime, un statut médical distinct est créé, ainsi que des établissements correspondants, lesquels sont bien souvent des établissements privés gérés par des congrégations religieuses. Cette nouvelle conception de la folie et de la législation qui en découle, est issue des thèses des « aliénistes », tels Philippe Pinel, ou son élève Jean-Étienne Esquirol. La loi du 30 juin 1838 sur les aliénés consacre ainsi ces thèses. C'est une loi de police et d'assistance, qui a comme propos de protéger la société des aliénés, mais également de veiller à ce que les maux des aliénés soient adoucis, et leur guérison si possible obtenue.
L'évolution de la discipline s'est particulièrement faite en Europe avec Joseph Daquin considéré comme le créateur de la médecine aliéniste, ainsi qu'avec l'École française, animée par des figures comme Philippe Pinel, Jean-Étienne Esquirol, ou, durant le XXe siècle, Jean-Martin Charcot, Gaëtan Gatian de Clérambault, Henri Ey ou encore Charles Lasègue, ainsi qu'avec l'École allemande : Wilhelm Griesinger ou Emil Kraepelin. De ces auteurs, on retiendra surtout les premiers grands systèmes de classification des maladies mentales, mais aussi leur prise en compte du traitement psychique des troubles, également appelé « traitement moral ». Aux États-Unis, les pionniers dans le traitement des patients sont Eli Todd et Dorothea Dix. En particulier, Todd fonde en 1823 un hôpital d'aliénés dans le Connecticut, avec une forte participation financière de la part du gouvernement américain.
Les résultats thérapeutiques ont été relativement isolés. Jusqu'au milieu du XXe siècle, les médicaments psychotropes n'existaient pas et les cures morales nécessitaient un investissement important souvent réservé aux privilégiés. En paraphrasant Michel Foucault, on peut dire que le rôle des aliénistes, puis des psychiatres, des asiles, qui sont devenus lors du Front populaire des hôpitaux psychiatriques, était de surveiller, garder, isoler, classifier et ramener à la raison les malades. Leurs conditions de vie étaient souvent déplorables. Les grands ensembles hospitaliers (les « asiles d'aliénés » selon le concept du XIXe siècle), éloignés des villes, vivant en autarcie, étaient la règle.
Gladys Swain, psychiatre et historienne de la psychiatrie française, a toutefois en partie critiqué les théories de Michel Foucault sur la vision occidentale de la folie, arguant que la construction d'asiles n'avait pas pour objectif direct l'oppression des aliénés.
Ce n'est que dans la deuxième partie du XXe siècle que certains hôpitaux sont construits en ville dans le but affirmé de désenclaver « la folie ». En Italie, les hôpitaux psychiatriques ont été fermés en application de la loi 180 de 1978, dite « loi Franco Basaglia », alors qu'en France la psychiatrie hospitalière joue toujours actuellement un rôle central. On retiendra notamment qu'en France, durant la Seconde Guerre mondiale, 40 000 patients des hôpitaux psychiatriques sont morts de famine, du fait des restrictions alimentaires frappant ces établissements.

### Avènement de la pharmacopée
L'apparition des premiers traitements psychotropes, et en l'espèce des neuroleptiques, date des années 1950. L'introduction des premiers neuroleptiques, le largactil (1952), puis l'haldol (1957), fut une véritable révolution dans les services de psychiatrie et dans la prise en charge des malades atteints de troubles psychotiques. Ces nouveaux médicaments ont permis de calmer les malades agités, délirants, ou hallucinés, de généraliser des traitements psychiques à bas coût grâce au progrès des industries pharmaceutiques dans ce domaine, et par là même de rendre possibles des retours au domicile, ou des placements des patients dans des structures intermédiaires en dehors des hôpitaux psychiatriques. Des traitements en ambulatoire deviennent possibles.
L'usage massif de ces traitements fut considéré par l'antipsychiatrie comme une mise sous « camisole chimique » des populations concernées.

### Évolutions et situation actuelle
Dans certains pays, on observe des stagnations ou même des régressions dans l'accès aux soins psychiatriques, en fonction du désengagement des États, des restrictions budgétaires, du manque de lits et de places, de spécialistes, de psychiatres, de psychologues cliniciens ou d'infirmiers.
En France la situation est contrastée. La psychiatrie y est dissociée de la neurologie depuis 1968. Outre les maladies mentales en tant que telles, le spectre des affections concernant la population prise en charge en psychiatrie, a considérablement évolué depuis les années 1970.
La demande de soins augmente, en parallèle d'une baisse de la démographie médicale dans les établissements psychiatriques du secteur public. Cela quoiqu'en France le nombre de psychiatres soit un des plus importants des pays développés. Les grandes villes de France, de Suisse et de Belgique sont actuellement parmi les villes les plus psychiatrisées d'Europe. La France par exemple compte, en 2010, 13 000 psychiatres, soit 1 pour 5 000 habitants, soit bien plus que pour nombre de ses voisins européens. Néanmoins une part importante de ces praticiens vont prendre leur retraite d'ici 2020, et, au surplus, l'installation dans le secteur privé est plus investie par les psychiatres français que les carrières hospitalières, la psychiatrie publique française connaissant ainsi paradoxalement une situation de pénurie[réf. nécessaire].
Dans différents pays et en fonction du praticien (qu'il soit neurologue, psychiatre, psychologue ou psychanalyste), certaines pathologies ne sont pas décrites de la même façon. Ainsi un même patient n'est pas traité de manière identique en Chine, aux États-Unis ou en Arabie Saoudite, et selon le même diagnostic. Les durées d'hospitalisation tiennent aujourd'hui compte de l'évolution de l'état du patient, déterminée dans les nouvelles nomenclatures psychiatriques.
Si la psychiatrie moderne a cependant gardé un modèle paternaliste de référence provenant du début du XIXe siècle, elle tend, depuis la fin du XXe siècle, à s'absorber dans le champ plus vaste de la santé mentale, en prenant en charge aussi bien les pathologies mentales que le malaise personnel. De nombreux patients sont pris en charge, en dehors même des critères de la pathologie psychiatrique déclarée. Les demandes de soins, provenant tant de la société que des intéressés eux-mêmes, sont croissantes.[réf. nécessaire] En effet, douze millions de Français seraient, d'après certaines études, eux-mêmes concernés par les troubles mentaux. Pour beaucoup de ces patients, les structures de soins adaptées sont insuffisantes, voire inexistantes.
Au Royaume-Uni l'organisation de la prise en charge des troubles mentaux est différente de celle en place dans le système français qui est resté « hospitalo-centré », avec un développement important des soins à domicile. En Italie également, où les prises en charge ambulatoires ont été privilégiées, les hôpitaux psychiatriques ayant été fermés en application de la loi 180 prise sous l'impulsion de Franco Basaglia.
Christian Müller écrivait en 1982 : « quels que soient le temps et les modes, ce sont toujours les malades psychiques graves qui font les frais des idéologies, des mesures d'économies et autres décisions qui finissent par constituer des discriminations ».

## Disciplines psychiatriques
Classiquement, la pédopsychiatrie, la psychiatrie de l'adulte et la psychogériatrie étaient différenciées. Différentes nouvelles spécialités se sont peu à peu dégagées, dans la mesure où une spécificité émergeait de leur pratique. Ainsi de la psychiatrie du bébé et de la psychiatrie mère-enfant, de la psychiatrie de l'adolescent, de la psychiatrie transculturelle, de l'addictologie, de la psychiatrie médico-légale, de la psychiatrie d'urgence en ce qui concerne les États-Unis, ou de la psychiatrie en situation humanitaire, ou de la psychotraumatologie…

## Classification des troubles mentaux

Espérance de vie corrigée de l'incapacité concernant les conditions neuropsychiatriques sur 100000 habitants en 2002.
Aucune donnée
moins de 10
10-20
20-30
30-40
40-50
50-60
60-80
80-100
100-120
120-140
140-150
plus de 150

La question de la classification des maladies mentales est aussi ancienne que la discipline. Depuis Esquirol jusqu'à aujourd'hui les maladies mentales n'ont eu de cesse de se trouver classifiées sous des angles différents, complémentaires ou contradictoires. Cela jusqu'aux tentatives de proposer une classification unifiée et scientifique à travers la grille diagnostique américaine des maladies mentales (le DSM), ou sur le plan international, à travers la classification internationale des maladies (la CIM). Ces dernières tentatives sont à ce jour[Quand ?] un demi échec car elles n'ont pas été adoptées dans tous les pays. L'unanimité n'est pas acquise en la matière, et le projet d'unifier ces classifications, malgré les groupes de pression contradictoires en présence — les lobbies pharmaceutiques, l'OMS, l'Association américaine de psychiatrie (APA), etc. — reste encore largement contesté, également en France, parmi les psychiatres et les psychologues cliniciens soucieux d'une psychopathologie rigoureuse et non-réductrice.

### Le normal et le pathologique
La question de la norme a été amplement discutée sans qu'on soit arrivé à un minimum de consensus. C'est peut-être encore Georges Canguilhem, philosophe et médecin français, qui a donné la définition la plus complète de cette problématique, même si cette approche date d'une époque ancienne. Pour Canguilhem, la pathologie n'est pas l'absence de normes, mais l'incapacité à s'adapter en fonction de ses propres normes. Il ajoute que « le corps fait une maladie pour se soigner », c'est-à-dire que l'organisme agit toujours selon des normes physiologiques propres qu'il s'agit de saisir. Ainsi, d'après cette philosophie, la norme ne se confond pas à la moyenne.
En matière de troubles psychiques, la notion de maladie n'est pas univoque. La question s'est posée de savoir si le trouble obsessionnel compulsif, le trouble du déficit de l'attention, certains troubles psychotiques, l'anorexie, ou les addictions, sont bien des maladies.
Dans un de ses écrits, Georges Lanteri-Laura revient sur ces questions, constate qu'il existe plusieurs modèles médicaux et que la sémiologie psychiatrique peine toujours à trouver son référent. La situation n'a guère évolué depuis, bien que les avancées scientifiques en matière d'imagerie médicale et dans les neurosciences, permettent de nouvelles classifications et nomenclatures. On peut penser que cette question polémique s'est accrue avec des confusions toujours possibles ayant trait aux différentes définitions de la maladie mentale, aux traitements associés, à l'obligation de soigner, ou de se soigner[source insuffisante].

### ClassificationsDSMetCIM
Deux grandes classifications des maladies mentales impliquent le Manuel diagnostique et statistique des troubles mentaux (DSM), proposé par l'Association américaine de psychiatrie, et la Classification internationale des maladies (CIM-10) de l'OMS. La méthode utilisée pour définir les maladies mentales se veut neutre et apolitique, que ce soit vis-à-vis des grands courants ou des régimes politiques, des normes morales, etc. La méthode pour définir une maladie mentale est l'expérience clinique : différents psychiatres réunis pour la création du DSM analysent statistiquement les symptômes communs à des situations cliniques qu'ils reconnaissent proches.
Ces classifications sont néanmoins sujettes à révision, comme l'indique le TR (texte révisé) de DSM-IV-TR, ou le DSM-5 publié en 2013.
Il existe également des classifications utilisées uniquement dans un pays déterminé, comme la Classification française des troubles mentaux de l'enfant et de l'adolescent.
Le DSM et la CIM font l'objet de vives controverses pour leur parti pris d'objectivation de la maladie mentale. Leur système repose sur une comptabilité de signes symptomatiques, corrélés à un diagnostic et à un traitement. Ces classifications s'écartent ainsi de la psychopathologie clinique. Les tenants d'une approche non mécaniste des troubles mentaux leur reprochent de servir une approche neurobiologique des troubles mentaux, en négligeant la complexité des situations cliniques, et de s'être rangés au service des pharmacothérapies.
Les partisans de ces classifications défendent, de leur côté, qu'elles restent le moyen le plus simple pour les psychiatres d'approfondir leurs connaissances sur des médicaments utiles qu'ils utilisent quotidiennement.

### Principaux troubles
| - Troubles pédopsychiatriques - Troubles de l'apprentissage - Troubles des habiletés motrices - Troubles de la communication - Troubles envahissants du développement - Troubles alimentaires pédiatriques - Troubles du contrôle sphinctérien - Déficit de l'attention - Retard mental - Autres - Troubles cognitifs - Delirium ou autres états confusionnels - Démences - Troubles amnésiques - Autres - Troubles psychiques - Abus de substance et addictions - Alcool - Amphétamines - Caféine - Cannabis - Cocaïne - Hallucinogènes - Solvants volatils - Nicotine - Opiacés - Phéncyclidine - Anxiolytiques, sédatifs, hypnotiques - Troubles liés à plusieurs substances - Troubles liés à une substance inconnue | - Troubles psychotiques - Schizophrénie - Trouble schizophréniforme - Trouble schizo-affectif - Trouble délirant - Trouble psychotique bref - Autres - Troubles de l'humeur - Troubles dépressifs - Troubles bipolaires - Troubles anxieux - Troubles somatoformes - Troubles dissociatifs - Troubles de l'adaptation - Troubles de la personnalité - Troubles de l'identité sexuelle - Troubles des conduites alimentaires - Troubles du sommeil - Troubles du contrôle des impulsions - Troubles factices - Mythomanie - Autres | - Troubles psychotiques - Schizophrénie - Trouble schizophréniforme - Trouble schizo-affectif - Trouble délirant - Trouble psychotique bref - Autres - Troubles de l'humeur - Troubles dépressifs - Troubles bipolaires - Troubles anxieux - Troubles somatoformes - Troubles dissociatifs - Troubles de l'adaptation - Troubles de la personnalité - Troubles de l'identité sexuelle - Troubles des conduites alimentaires - Troubles du sommeil - Troubles du contrôle des impulsions - Troubles factices - Mythomanie - Autres |

## Méthodes thérapeutiques

### Médicaments
On appelle médicament psychotrope un médicament destiné à traiter les troubles psychiatriques. Ces médicaments sont de découverte et d'utilisation relativement récentes, depuis les années 1950 et les travaux d'Henri Laborit. Une façon simple de les classer est de le faire en fonction de leur utilisation principale par les psychiatres (ce qui diffère d'un classement chimique) :
- Antidépresseur ;
- Antipsychotiques ;
- Neuroleptique ;
- Anxiolytique ;
- Hypnotique ;
- Thymorégulateur ;
- Psychostimulant (méthylphénidate).

### Psychothérapie
Les psychothérapies sont des techniques qui visent à apporter un soin et à produire un changement chez le patient à travers la relation par la parole, ou bien par l'utilisation de médiations. Il en existe différents types. Les plus connues sont les psychothérapies psychanalytiques, les thérapies cognitivo-comportementales, l'approche systémique et phénoménologique. D'autre part, on note l'émergence de travaux sur une approche intégrative au sens large, comprenant un questionnement sur les facteurs communs, une approche d'intégration théorique, d'éclectisme technique ou d'intégration assimilative.[réf. nécessaire]

### Ergothérapie
L'ergothérapie participe à la stabilisation du patient dans son affection, à l'aide de médiateurs (activités médiatrices), de groupes.

### Stimulation magnétique transcrânienne (TMS)
La stimulation magnétique transcrânienne (ou TMS, de l'Transcranial Magnetic Stimulation) est un procédé indolore et non invasif, ne requérant ni sédation ni anesthésie, qui consiste à stimuler le cortex cérébral de manière ciblée au moyen de courtes impulsions magnétiques (< 0,2 ms) dont l’intensité est comparable à celle utilisée en imagerie par résonance magnétique (jusqu’à trois teslas). Les impulsions magnétiques sont générées par une bobine appliquée sur le scalp du patient, dont le positionnement est guidé par un neuro-navigateur. La TMS est notamment utilisée en psychiatrie dans certains cas de dépression, ou pour le traitement d'hallucinations acoustico-verbales.

### Sismothérapie
La sismothérapie, ou électroconvulsivothérapie (ECT), vise à provoquer une crise convulsive en délivrant un courant faible et très bref au moyen de deux électrodes appliquées sur le crâne. L'intervention est réalisée sous anesthésie générale, avec curarisation pour limiter les contractions musculaires du patient, ce qui évite des complications sévères.

### Différentes approches
Comme le définissait Johann Christian Reil, la psychiatrie comprend au moins trois approches liées entre elles : le modèle biologique s'appuie sur l'idée de dérèglements organiques, biologiques, notamment au niveau du fonctionnement cérébral, qu'il faudrait corriger ; le modèle psychologique dans lequel on s'intéresse au psychisme de l'individu et qu'on traite par les psychothérapies ; le modèle social qui s'intéresse à l'interaction du patient avec son milieu, ainsi qu'au niveau collectif et social des troubles qu'il présente. D'autres approches décrivent le modèle biopsychosocial, qui serait une forme d'intégration des trois approches précédentes, le modèle systémique et le modèle psychanalytique.

### Pratiques désuètes
Au cours de son histoire, la psychiatrie a développé de manière empirique différents outils thérapeutiques qui ont été par la suite abandonnés en raison de leur nocivité ou de l'importance de leurs effets secondaires et de la découverte de traitements plus efficaces. Ces anciennes méthodes incluent notamment la lobotomie, la cure de Sakel (ou insulinothérapie), la malariathérapie, les packings, et la camisole de force.

## Hospitalisation

### En France
En France, le scandale de la mort par famine de plusieurs dizaines de milliers de personnes internées dans les hôpitaux psychiatriques pendant la Seconde Guerre mondiale, le renouveau démocratique de la Libération, ainsi qu'une volonté d'humaniser les hôpitaux psychiatriques, ont donné naissance au Mouvement désaliéniste, mené par Lucien Bonnafé, qui a promu, contre la logique de l'enfermement, le développement d'une prise en charge en dehors des murs de l'hôpital psychiatrique. Ce courant, ainsi que celui dit de la psychothérapie institutionnelle, initié par François Tosquelles, durant la Seconde Guerre mondiale au centre hospitalier de Saint-Alban en Lozère, a développé des expériences de structures thérapeutiques originales, dans et hors les murs de l'hôpital. La conception de la maladie mentale et la discipline psychiatrique ont été repensés. Alors que, jusque-là, l'internement et le paternalisme médical étaient prévalents, un processus d'externalisation et de désinstitutionnalisation a été entrepris. Ce processus se concrétise dans la création de la psychiatrie de secteur, avec l'édiction de la circulaire ministérielle du 15 mars 1960 qui fonde le secteur psychiatrique, lequel est légalisé par une loi de 1985. On peut définir le secteur comme une zone géodémographique, instituant une continuité de la prise en charge de la santé mentale d’une population par une même équipe, dans un esprit de rupture avec la logique ségrégative et uniquement « hospitalo-centriste » d'avant la Deuxième Guerre mondiale.
En France, la psychiatrie publique est régie selon le principe de la sectorisation depuis une circulaire ministérielle du 15 mars 1960. En effet depuis cette date, chaque aire géographique bien délimitée correspond à un établissement psychiatrique précis. L'aire géographique concernée, d'environ 70 000 habitants, est rattachée à une unité de soins de référence, où seront pris en charge tous les types de pathologies psychiatriques. Les soins en santé mentale s'organisent donc dans le cadre de la psychiatrie de secteur, avec des structures externes qui assurent le suivi médico-psychologique de la population concernée, sous la direction d'un hôpital de référence. Le secteur psychiatrique a été remis en cause par la loi HPST de juillet 2009, qui a créé les « territoires de santé », qui sont des entités géographiques plus vastes que les secteurs psychiatriques.
Du fait d'une politique d'économie mise en place à partir des années 1980, les services psychiatriques disposent actuellement de moitié moins de lits qu'auparavant, mais de davantage de structures alternatives à l'hospitalisation. Les patients sont inclus progressivement dans les processus décisionnels hospitaliers depuis la loi prise par ordonnance du 24 avril 1996, portant réforme de la sécurité sociale, qui instaure une représentation obligatoire des usagers dans les instances hospitalières, ainsi qu'avec le développement encouragé par les pouvoirs publics d'associations et de clubs de patients spécifiques à la psychiatrie et à la santé mentale (cf. le concept de groupe d'entraide mutuelle, mis en place par la loi du 11 février 2005 relative aux handicapés et à l'égalité des chances).
Le développement de la politique de sectorisation psychiatrique s'est affirmé dans les années 1970, sur le fond de la systématisation de l'administration aux patients psychiatriques de traitements psychotropes, mais aussi contradictoirement, sur celui de l'essor du Mouvement désaliéniste, de la psychanalyse, et des courants de l'antipsychiatrie.
Il existe trois modalités d'admission en soins hospitaliers dans un service de psychiatrie :
1. Le soin libre, ancienne « hospitalisation libre », dans laquelle le patient accepte volontairement les soins et peut quitter l'établissement, y compris contre avis médical, comme dans n'importe quel autre hôpital. Ce type d'hospitalisation a lieu en hôpital public ou privé. C'est le mode habituel d'hospitalisation en service psychiatrique. Le patient y dispose des mêmes droits que ceux dont bénéficient les patients hospitalisés en hôpital général ;
2. La mesure de SDRE ou « admission en soins psychiatriques sur décision du représentant de l'État » (ancienne hospitalisation d'office, HO), est un mode d'admission décidé par un arrêté du préfet, au vu d'un certificat médical provenant d'un médecin qui ne peut être psychiatre de l'établissement d'accueil de la personne admise. S'il s'agit d'une mesure provisoire prise par le maire, ou à Paris par le commissaire de police, l'arrêté a une validité de 48 heures. Pour que les soins puissent continuer d'office, l'arrêté provisoire doit être confirmé par le préfet. On peut ainsi prendre en charge le patient sans son consentement, s'il n'est pas, ou s'il n'est plus, en mesure de juger et de comprendre la nécessité du soin, et s'il y a trouble grave à l'ordre public ou compromission de la sûreté des personnes. Le patient est ensuite examiné par un psychiatre hospitalier qui établit des certificats à 24 heures, 72 heures, entre le 5e et le 8e jour, puis mensuellement. L'hospitalisation complète ne peut pas se poursuivre au-delà de 15 jours sans qu'elle soit contrôlée, sur son bien-fondé et sur sa légalité, par le juge des libertés et de la détention (JLD) qui est obligatoirement saisi par le Préfet. Une demande de levée d'hospitalisation peut être faite au Préfet par le psychiatre responsable du patient. Le Préfet accepte ou pas la demande. En cas d'accord, et dès retour de l'arrêté préfectoral, le patient n'est plus soumis à cette mesure et est soit sortant, soit en soins libres. La nouvelle loi du 5 juillet 2011 permet la poursuite des soins en ambulatoire (à domicile ou dans une structure alternative à l'hospitalisation complète) dans le cadre d'un programme de soins qui est proposé au préfet par le psychiatre hospitalier suivant le patient. Si le patient ne suit pas ce programme de soins, sa ré-hospitalisation peut être proposée au préfet ;
3. La mesure de SDT ou « admission en soins psychiatriques sur demande d'un tiers » (ex-« HDT »), intervient lorsque le patient n'est pas en état de consentir aux soins en raison de ses troubles mentaux, et qu'il nécessite une surveillance constante en milieu hospitalier. L'admission nécessite :
  - une demande manuscrite d'un tiers (membre de la famille ou proche) connaissant le patient préalablement à la demande,
  - les certificats médicaux circonstanciés de deux médecins dont l'un au moins est extérieur à l'hôpital d'accueil.

Comme dans la mesure de soins sur décision du représentant de l'État (SDRE), le psychiatre hospitalier établit des certificats à 24 et 72 heures, entre J5 et J8, puis mensuellement. L'hospitalisation ne peut se poursuivre plus de quinze jours sans qu'elle soit contrôlée par un juge des libertés et de la détention (JLD). Les soins sous contrainte à la demande d'un tiers peuvent être levés à la demande du tiers demandeur ou de la famille du patient, si le psychiatre hospitalier ne s'y oppose pas (nouvel article L 3212-9 du code de la santé publique). En alternative à l'hospitalisation contrainte à temps complet, peut être mis en place un programme de soins qui permet une sortie du patient en dehors de l'établissement, soit à temps partiel, soit en soins ambulatoires sous contrainte. Les programmes de soins sont la continuation sous des modalités plus souples des mesures de soins sur demande d'un tiers (sous la dépendance du directeur de l'établissement), ou des mesures de soins sur décision du représentant de l'État (sous la dépendance d'une décision du Préfet). Ils sont modifiables par le psychiatre hospitalier qui suit le patient, qui peut proposer une ré-hospitalisation contrainte à temps complet en cas d'inobservance par le patient du programme de soins.
Il existe trois variantes des soins sur demande d'un tiers :
1. L'admission en soins sur demande d'un tiers sur le mode normal (SDT). Dans ce cas de figure deux certificats médicaux sont requis, dont l'un doit provenir d'un médecin extérieur à l'établissement d'accueil ;
2. Le cas d'urgence (SDTU), où existe un risque d'atteinte grave à l'intégrité du patient. Dans ce cas un seul certificat médical est requis, qui peut émaner d'un psychiatre de l'établissement d'accueil. Dans cette procédure, les certificats suivants des 24 et 72 heures sont rédigés par des psychiatres distincts ;
3. Le cas du péril imminent pour la santé du patient (SPI), dès lors qu'aucun tiers valide ne peut être contacté, le directeur de l'établissement psychiatrique peut prononcer l'admission sans qu'il y ait demande d'un tiers, au vu d'un seul certificat médical d'un médecin extérieur à l'établissement.

La première loi ayant porté sur la psychiatrie a été la loi du 30 juin 1838 sur les aliénés. Elle a connu une longévité exceptionnelle. Le 27 juin 1990, une nouvelle loi lui a été substituée, qui avait pour objectif de moderniser et de limiter les abus que permettait l'ancienne loi du 30 juin 1838, conformément au développement de la jurisprudence de la Cour européenne des droits de l'Homme. Des dispositions nouvelles ont renforcé les droits de la personne malade, notamment sur l'obligation de l'information du patient sur ses droits et voies de recours.
La loi no 2011-803 du 5 juillet 2011 relative aux droits et à la protection des personnes faisant l’objet de soins psychiatriques et aux modalités de leur prise en charge, est la dernière grande réforme des soins psychiatriques sans consentement. Imposée, sur son volet judiciaire, par une décision du Conseil Constitutionnel du 26 novembre 2010 sur une question prioritaire de constitutionnalité, elle introduit le contrôle obligatoire du juge des libertés et de la détention avant le 15e jour de l' l'hospitalisation sans consentement (avant le 12e à dater du 1er septembre 2014). À défaut de ce contrôle judiciaire dans les délais prescrits la mainlevée est acquise d'office. La saisine du juge judiciaire était une possibilité facultative, non systématique, dans les législations précédentes.
L'autre nouveauté de cette réforme, est que la loi ne porte plus seulement sur l'hospitalisation complète, l'obligation de soins pouvant se poursuivre après la sortie du patient si un programme de soins est établi. La loi du 5 juillet 2011 a prêté lieu à une abondante littérature. En 2015, 92 000 patients ont été pris en charge sous contrainte, on constate donc une augmentation de 12 000 personnes par rapport à 2012.

## Critiques

### Subjectivité des critères de diagnostics
La psychiatrie est la seule discipline médicale pour laquelle les diagnostics se basent uniquement sur des observations comportementales.
Selon la psychiatre Allen Frances « Le diagnostic psychiatrique ne se base toujours que sur des jugements subjectifs plutôt que sur des tests biologiques objectifs ».
Ceci rend un diagnostic différentiel correctement réalisé et exhaustif d'une grande importance.

### Soins sans consentement
Ils peuvent prendre la forme d'hospitalisation (aussi nommé « internement »), de traitement, ou de prise en charge ambulatoire.
En France, depuis la modification du code de la santé publique de juillet 2011, le juge contrôle la régularité de la procédure (12 jours après l'arrivée), et non son bien-fondé, laissé au médecin, de facto expert et juge. La mesure ne peut-être levée judiciairement que sur avis de 2 expertises contraires. Un quart des patients hospitalisés l'étaient sans consentement en France en 2015, une pratique en hausse depuis 2012.

### Médicalisation de comportements déviants et contrôle social
L'homosexualité était considéré par le DSM (manuel de référence pour les diagnostics psychiatriques) comme un trouble mental jusqu'en 2013, tandis que la transidentité est toujours considérée comme tel. L'évolution de la classification de comportements comme troubles psychiatriques peut être interprétée comme arbitraire et dépendant des normes sociales.

### Effets des traitements
Les neuroleptiques, même atypiques, ont d'importants et nombreux effets tel qu'un ralentissement psychique, fatigue, troubles extra-pyramidaux, impuissance, syndrome métabolique, akathisie et sont dans le cas des anti-cholinergiques associés à une augmentation de 70 % des démences, tandis que les anti-dépresseurs ISRS peuvent causer une dysfonction sexuelle.

### Liens avec la psychanalyse
Historiquement, et encore en France la psychiatrie s'appuie sur la psychanalyse, objet de nombreuses controverses.

## Psychiatrie alternative

### En milieu ouvert
Le Lieu de répit à Marseille propose un espace alternatif à l'hospitalisation, reposant sur le principe de la pair-aidance, de la compréhension phénoménologique du trouble mental et de l'Approche centrée sur la personne. Il ne pratique pas l'administration systématique de neuroleptiques et le fait avec l'accord de la personne.

### Unités sans médicaments
À partir du 15 novembre 2015, le ministre de la Santé de Norvège, Bent Høie, sous la pression des associations depuis plusieurs années, demande d'établir un plan pour « des mesures de traitement sans médicaments », devant la hausse du taux dans le pays d'administrations forcées de neuroleptiques. Il faut que, « pour acquérir de l'expérience dans le traitement sans médication des patients souffrant de graves problèmes mentaux, chaque « Regional Health Trust » établisse au moins une unité de lit réservée à cet effet ».
Une unité a été créée à Åsgård et comporte de six à huit lits, avec vingt-quatre membres du personnel.
Ce service tient compte de l'importance d'une demande de décroissance médicamenteuse, et si le degré de compétence au consentement d'un patient change pendant l'hospitalisation, exigeant un transfert, l'articulation est faite avec les autres parties du système de soins afin que le progrès effectué ne soit pas perdu.
Dans ce service, les hospitalisations sont planifiées avec soin avec le patient, devant la difficulté du sevrage médicamenteux. Les traitements avec neuroleptiques ne sont pas vues comme curatifs mais comme sédatifs, et le DSM n'est pas vu comme un manuel de diagnostic mais de classification.

### Dialogue ouvert
La thérapie Dialogue ouvert qui a été expérimentée en Laponie de l'Ouest (Finlande), repose sur la philosophie des médicaments à la demande, et permet selon les études locales de diminuer substantiellement la consommation de neuroleptiques pour les gens atteints de psychose.

## Approche fondée sur les droits de l'homme

### Vision de la santé mentale promue par l'Organisation mondiale de la santé
L'Organisation mondiale de la santé évoque une situation d'urgence globale au niveau des droits humains en santé mentale. Cette urgence se définit à la fois par le fait que certains pays ne proposent pas à leur population les dispositifs médicaux nécessaires à des soins appropriés en santé mentale, mais aussi par l'absence d'une psychiatrie communautaire permettant de limiter ou d'exclure le recours aux institutions psychiatriques (voir Désinstitutionnalisation).
Depuis 2008 et l'entrée en vigueur de la Convention relative aux droits des personnes handicapées, il est question d'un certain nombre de droits, juridiques, sociaux, le droit de vivre en milieu ouvert, le droit à l'éducation, à la santé, à l'emploi et à la protection sociale, desquelles les personnes en situation de handicap sont reconnues comme particulièrement susceptibles d'être privées.
Dans la lignée d'une approche fondée sur l'autonomisation, le programme QualityRights tâche de réunir divers acteurs sociaux afin de favoriser une éducation basée sur les droits humains pour tous ceux qui sont en contact avec des personnes en situation de handicap psychique.

### Santé mentale fondée sur les droits humains
L'approche de la santé mentale fondée sur les droits humains est vue à la fois comme une exigence et un progrès moral élaboré dans la lignée de la sortie des dispositifs d'institutionnalisation que sont les hôpitaux psychiatriques et les structures de soins spécialisées, mais aussi comme une façon d'améliorer de manière générale la santé mentale des populations.

### Dénonciation par l'Organisation des nations unies des traitements non consensuels
La remise en cause des traitements en psychiatrie considérés comme non consensuels et portant atteints à la dignité des personnes a été produite par les deux rapporteurs spéciaux de l'ONU, Catalina Devandas Aguilar et Dainius Pūras.
Lors de la Journée mondiale de la santé mentale du 10 octobre 2015, les experts indépendants ont appelé les gouvernements à mettre fin à un ensemble de pratiques considérées comme abusives : détention arbitraire, institutionnalisation (voir Désinstitutionnalisation), traitement forcé, contention mécanique, isolement, sur-médication.
Ceci illustre selon eux la façon dont les personnes handicapées sont traitées sans leur consentement, avec de sévères conséquences pour leur intégrité physique et mentale.
Ils rappellent que les personnes ayant des troubles développementaux et psychosociaux sont confrontées à la discrimination, la stigmatisation et la marginalisation, à la violence psychologique et physique dans les établissements de santé mentale et dans la communauté, et nécessitent à cause de cela des mesures de protection spécifiques.
Ces rapporteurs appellent les États concernés à mettre fin à une situation d'urgence et à respecter l'autonomie de chaque personne, y compris leur droit de choisir ou de refuser un traitement et des soins.
La pratique des traitements involontaires est comparée à de la torture.

## Liberté cognitive
Dans le contexte du développement des neurotechnologies, des droits ont été demandés par rapport à un usage coercitif de la psychiatrie, au nom de la liberté cognitive. Ces droits incluent le droit à la vie privée mentale et le droit à la continuité psychologique.

#### Générale
- - Neurologie et psychiatrie, Hermann, 1998,  (ISBN 2-7056-6372-X)
  - Manuel de psychiatrie, Elsevier Masson; 6e édition, 2010,  (ISBN 2-294-71158-0)
- Ludwig Fineltain, Glossaire psychiatrique, Éditions Frison-Roche, 2000,  (ISBN 2-87671-337-3)
- Ludwig Fineltain, Qu'est-ce que la psychiatrie?, Edition MJW FEDITION (Mme Mareike Wolf-Fedida), 2019,  (ISBN 979-10-90590-46-5)
- Michel Foucault, Le Pouvoir psychiatrique, cours au collège de France.1973-1974, Gallimard-Seuil, octobre 2003.
- Ian Goldstein, Consoler et classifier. L'essor de la psychiatrie française, préface de Jacques Postel, Les empêcheurs de penser en rond, 1997, traduit par Françoise Bouillot,  (ISBN 2-84324-006-9)
- J.D Guelfi, F. Rouillon, Manuel de psychiatrie, Masson, 2007,  (ISBN 2-294-02107-X)
- Lucien Israël, Initiation à la psychiatrie, Éditions Masson, 2003,  (ISBN 2-294-01403-0)
- L'Évolution psychiatrique (revue)
- Michel Hanus, Psychiatrie de l'étudiant avec Olivier Louis Maloine, 2003, 10e éd.,  (ISBN 2-224-02771-0)
- Jeanson F. (sous la dir.), Quelle formation pour quelle psychiatrie ?, Erès, 2004,  (ISBN 2-7492-0362-7)
- Vassilis Kapsambelis & coll, Manuel de psychiatrie clinique et psychopathologique., Presses Universitaires de France, Coll. Quadrige Manuels, 2012,  (ISBN 2130572103)
- Georges Lanteri-Laura :
  - La Chronicité en psychiatrie, Les empêcheurs de penser en rond / Synthélabo, 1997,  (ISBN 2-84324-007-7)
  - Histoire de la phrénologie, PUF, 2000,  (ISBN 2-13-045647-2)
  - Essai sur les paradigmes de la psychiatrie moderne, Le Temps Éditions, 1998,  (ISBN 2-84274-054-8)
  - Recherches psychiatriques coffret, 3 vol., Sciences en situation, 1998,  (ISBN 2-908965-09-7)
  - Psychiatrie et connaissance, Sciences en situation, 1998,  (ISBN 2-908965-02-X)
  - Le Temps de la psychose avec coll. Franca Madioni, L'Harmattan, 2000,  (ISBN 2-7384-7219-2)
  - Essai sur la discordance dans la psychiatrie contemporaine avec coll. Martine Gros, EPEL, 1992,  (ISBN 2-908855-05-4)
  - avec David F. Allen, Textes de base : La Psychiatrie, Larousse, 2006,  (ISBN 2-03-741012-3)
  - Dictionnaire de la psy-chiatrie et de psychopathologie clinique, Larousse, 2006,  (ISBN 2-03-575203-5)
  - avec Claude Quetel (sous la dir.), Nouvelle histoire de la psychiatrie, Paris, Dunod, 2012, 647 p.
- Bernard Odier, « Entre utopies et dystopies, les transformations contemporaines de la psychiatrie [1] », L'information psychiatrique, 2017/3 (Volume 93), p. 177-184. DOI : 10.1684/ipe.2017.1607. [lire en ligne]
- Gladys Swain, Le Sujet de la folie. Naissance de la psychiatrie (1977); réédition précédé De Philippe Pinel à Freud par Marcel Gauchet, Calmann-Lévy, 1997
- Gladys Swain, Marcel Gauchet, Dialogue avec l'insensé - À la recherche d'une autre histoire de la folie, Gallimard, 1994,  (ISBN 2-07-073908-2)
- Serge Tribolet :
  - Guide pratique de psychiatrie, (5e édition, 2011, Heures de France édition, Guides professionnels de santé mentale, 446 pages.  (ISBN 978-2853853132)
  - La Folie, un bienfait pour l'humanité, 2004, Santé édition, collection Humanités, 191 pages.  (ISBN 978-2864111771)
  - avec Mazda Shahidi, Nouveau précis de sémiologie des troubles psychiques, 2005, Heures de France édition, collection Guides professionnels de santé mentale, 456 pages.  (ISBN 978-2853852623)

#### Psychiatrie et psychanalyse
- Yvon Brès, « “L’apport freudien” », Le Portique [En ligne], 2 | 1998, mis en ligne le 15 mars 2005, consulté le 06 juillet 2024. [lire en ligne] ; DOI : https://doi.org/10.4000/leportique.323
- Claude Dumézil, « Préambule », dans Psychanalyse et psychiatrie, ERES, 2001 (ISBN 978-2-86586-962-6, DOI 10.3917/eres.fonda.2001.02.0007, lire en ligne), p. 7-9
- Vassilis Kapsambelis, « La psychanalyse et les soins en psychiatrie », dans Paul Denis (dir.), Bernard Chervet (dir.), Sylvie Dreyfus-Asséo (dir.), Avancées de la psychanalyse, Paris, Presses universitaires de France, 2008 (ISBN 9782130565871, DOI 10.3917/puf.denis.2008.01.0067, lire en ligne), p. 67-80
- (en) Avi Peled, NeuroAnalysis : bridging the gap between neuroscience, psychoanalysis, and psychiatry, Londres, Routledge, 2008, 160 p. (ISBN 0-415-45132-9, 978-0-415-45132-1 et 0-415-45133-7, DOI 10.4324/9780203894736, présentation en ligne)
- Vassilis Kapsambelis, « Chapitre 6. Psychiatrie et psychanalyse », dans Manuel de psychiatrie clinique et psychopathologique de l’adulte, Presses universitaires de France, 2012 (DOI 10.3917/puf.kapsa.2012.01.0097, lire en ligne), p. 97-120
- Christian Hoffmann et Monique Lauret, « Éditorial », Figures de la psychanalyse, vol. 28, no 2 « Neurosciences, psychanalyse et psychiatrie, quels enjeux ? »,‎ 2014, p. 9-12 (ISSN 1623-3883 et 1776-2847, DOI 10.3917/fp.028.0009, lire en ligne)
- (en) Orna Ophir, Psychosis, Psychoanalysis and Psychiatry in Postwar USA : On the borderland of madness, Londres, Routledge, 2015, 208 p. (ISBN 978-1-317-58489-6, 1-317-58489-9 et 978-1-315-74201-4, DOI 10.4324/9781315742014, présentation en ligne)
- Geneviève Torgemen-Wolmark, « Psy et re-psy : psychiatre et psychanalyste », Figures de la psychanalyse, vol. 31, no 1,‎ 2016, p. 73-80 (DOI 10.3917/fp.031.0073, lire en ligne)